# Hypericum perfoliatum
Hypericum perfoliatum ist eine Pflanzenart aus der Gattung der Johanniskräuter (Hypericum).

## Merkmale
Hypericum perfoliatum ist ein ausdauernder Schaft-Hemikryptophyt, der Wuchshöhen von (15) 25 bis 75 Zentimeter erreicht. Der Stängel ist kräftig und aufrecht oder aufsteigend. Die Laubblätter messen 1,3 bis 60 × 15 Millimeter und sind herzförmig-stängelumfassend, durchscheinend und schwarz punktiert. Die Kelchblätter weisen lang gestielte Drüsen auf und sind fruchtend aufrecht. Die Kapsel ist eiförmig und hat hervortretende Drüsen.
Die Blütezeit reicht von März bis Juni.
Die Chromosomenzahl beträgt 2n = 14.

## Vorkommen
Hypericum perfoliatum kommt hauptsächlich im Mittelmeerraum vor vom Makaronesien bis zur südwestlichen Türkei. Die Art wächst in der Phrygana, in Steppenrasen, auf Brachland, an feuchten schattigen Ruderalstellen auf tiefgründigem Lehm in Höhenlagen von 0 bis 2000 Meter.